# Ogary z Broadwayu
Ogary z Broadwayu (ang. Bloodhounds of Broadway) – amerykański melodramat komediowy z 1989 roku w reżyserii Howarda Brooknera. W filmie występują Matt Dillon, Jennifer Grey, Anita Morris, Julie Hagerty, Rutger Hauer, Madonna, Esai Morales i Randy Quaid.
Swoją światową premierę film miał 3 listopada 1989 roku.

## Obsada
- Matt Dillon jako Regret
- Madonna jako Hortense Hathaway
- Randy Quaid jako Feet Samuels
- Julie Hagerty jako Harriet MacKyle
- Rutger Hauer jako Mózg
- Jennifer Grey jako Lovey Lou
- Anita Morris jako Miss Missouri Martin
- Josef Sommer jako Waldo Winchester
- Esai Morales jako Przystojny Jack
- Alan Ruck jako John Wangle
- Dinah Manoff jako Maud Milligan

i inni